# Episolder
Episolder is een geslacht van spinnen uit de familie hangmatspinnen (Linyphiidae).

## Soort
De volgende soort is bij het geslacht ingedeeld:
- Episolder finitimus Tanasevitch, 1996